# Ursi Walliser
Ursi Walliser (ur. 17 lutego 1975) – szwajcarska skeletonistka.

## Kariera
Największy sukces w karierze osiągnęła w sezonie 1998/1999, kiedy zajęła drugie miejsce w klasyfikacji generalnej. Przegrała wtedy tylko z Niemką Steffi Hanzlik, a trzecie miejsce zajęła kolejna reprezentantka Szwajcarii, Maya Bieri. Po raz pierwszy na podium zawodów tego cyklu stanęła 7 grudnia 1997 roku w La Plagne zajmując trzecie miejsce za Bieri i Hanzlik. W kolejnych startach jeszcze kilkukrotnie plasowała się w czołowej trójce, jednak nigdy nie zwyciężyła. W 2000 roku wystąpiła na mistrzostwach świata w Igls, zajmując jedenaste miejsce. Była też osiemnasta na rozgrywanych rok później mistrzostwach świata w Calgary. Nigdy nie wystąpiła na igrzyskach olimpijskich.